# 돌연변이 (2015년 영화)
"돌연변이"는 2015년에 개봉한 대한민국의 저예산 영화이다. 역량 있는 신인 감독을 발굴하는 목적으로 탄생한 CJ E&M 버터플라이 프로젝트 첫 번째 작품인 이 영화는 제40회 토론토 국제 영화제 뱅가드 섹션 부문에 공식 초청되었다.
황우석 사건, 국가정보원 여론 조작 사건 등 사회적 사건들의 풍자가 영화 곳곳에 녹아 있는 작품이기도 하다.

## 캐스팅
- 이광수 : 박구 역
- 이천희 : 상원 역
- 박보영 : 주진 역
- 장광 : 박구 아버지 역
- 이병준 : 변 박사 역
- 김희원 : 김 변호사 역
- 정인기 : 동식 역
- 임성미 : 전고운 비서 역
- 명계남 : 회장 역
- 최지호 : 회장 비서 역
- 오창경 : 사이비 목사 역
- 임형태 : 경비 역
- 이지훈 : 간미제약 간부 역
- 강진아 : 간호사 역
- 최형선 : 폭로자 역
- 박성일 : 노조 간부 역
- 강봉성 : 우문기 역
- 한국진 : 화장실남 역
- 손성찬 : 수의사 역
- 장준휘 : 기자 3 역
- 이창훈 : 연구원 1 역
- 허웅 : 연구원 2 역
- 유순웅 : 주호창 박사 역
- 최군 : 내시 역

## 사운드트랙
| #            | 제목                            | 재생 시간 |
| ------------ | ------------------------------- | --------- |
| 1.           | 〈박구의 등장〉 (정현수)        | 1:03      |
| 2.           | 〈첫 인터뷰〉 (정현수)          | 1:05      |
| 3.           | 〈여자의 적은 여자다〉 (권현정) | 1:59      |
| 4.           | 〈간미제약〉 (권현정)           | 2:13      |
| 5.           | 〈Fire〉 (정현수)               | 0:55      |
| 6.           | 〈생동성 실험 Part 1〉 (권현정) | 1:48      |
| 7.           | 〈변박사〉 (정현수)             | 1:13      |
| 8.           | 〈노벨의학상〉 (정현수)         | 0:27      |
| 9.           | 〈변박사 추격〉 (정현수)        | 1:16      |
| 10.          | 〈연예인 박구〉 (정현수)        | 1:19      |
| 11.          | 〈김태곤 변호사〉 (정현수)      | 0:57      |
| 12.          | 〈치료불가〉 (정현수)           | 1:44      |
| 13.          | 〈사랑〉 (정현수)               | 2:09      |
| 14.          | 〈간호사의 폭로〉 (정현수)      | 1:04      |
| 15.          | 〈2심판결〉 (정현수)            | 1:50      |
| 16.          | 〈사라진 구〉 (정현수)          | 1:49      |
| 17.          | 〈아가미〉 (정현수)             | 0:34      |
| 18.          | 〈변해가는 마음〉 (정현수)      | 0:56      |
| 19.          | 〈생동성 실험 Part 2〉 (권현정) | 0:43      |
| 20.          | 〈상원〉 (정현수)               | 2:37      |
| 21.          | 〈삶의 무게〉 (정현수)          | 1:39      |
| 22.          | 〈구의 선택〉 (정현수)          | 2:23      |
| 23.          | 〈진짜 기자가 되었다〉 (권현정) | 1:11      |
| 24.          | 〈보라카이 해변〉 (권현정)      | 1:15      |
| 25.          | 〈생선이였던 남자의 이야기〉    | 1:25      |
| 총 재생 시간 | 총 재생 시간                    | 35:34     |